# مجموعة كابيتول الموسيقية
مجموعة كابيتول الموسيقية (بالإنجليزية: Capitol Music Group)‏ هي شركة تسجيلات كبيرة وفرع مملوك بالكامل من قبل إيمي.

## االتاريخ
تشكلت مجموعة كابيتول الموسيقية في فبراير 2007 باندماج تسجيلات فيرجن وتسجيلات كابيتول في محاولة لمجموعة إيمي لإعادة هيكلة وحفاظا على دخل سنوي مقدر ب 217 مليون دولار سنويا. وبعدها بقيت كلتا العلامتان التجاريتان تصدران. أصبح الرئيس التنفيذي لتسجيلات فيرجن، جيزون فلوم، على رأس المجموعة الجديدة بينما استقال الرئيس التنفيذي لتسجيلات كابيتول، أندي سلاتر، بعدما حصل على معاش قدره 15 مليون دولار. أصبح بذلك فلوم تابعا للرئيس التنفيذي لمجموعة إيمي إيريك نيكولي. وكنتيجة للاندماج توقف ترويج وعقود بعض الفنانين من تسجيلات كابيتول وفيرجن منهم جانيت جاكسون وفيشرسبونر. وقع إلى حد الآن 283 فنان مع مجموعة كابيتول الموسيقية منهم ميمز ولوتويا لوكيت وج. هوليداي ورويال بليس وماك تن وفيث إفانز وفات جو وكايتي بيري وفراس القيسي.

## علامات فرعية
- تسجيلات أنجيل (الولايات المتحدة)
- تسجيلات أبل
- تسجيلات كابيتول
- غيت ماني غانغ الترفيهية
- تسجيلات مانهاتن
- تسجيلات بريوريتي
- تسجيلات فيرجن
- تسجيلات تن
- أستراويلكز
- تسجيلات سيركا (تسوق باسم إيمي/فيرجن علامة تسويق للتفاز إستراتيجية منذ التسعينات)
- تسجيلات إس-كورف
- تسجيلات سايرن
- موسيقى كونسبيرانسي ثيوري
- تسجيلات في سي - تسوق أيضا باسم تسجيلات هات

## وصلات خارجية
- كابيتول ميوزك جروب دوت كوم